# 高麗懿祖
高麗懿祖（？—？）是高丽王朝的追尊君主，名为王帝建，是高丽太祖王建的祖父，國祖和貞和王后之子。
918年，高麗王朝成立以后被追尊庙号懿祖，谥号景康大王。
金寬毅《編年通錄》说，王帝建是貞和王后和唐肃宗的儿子，王帝建西渡黄海到唐朝，途中落水入海，被西海龍王招为驸马，龍女渚旻義生下龍建，就是高丽太祖的父亲。聖源錄称，昕康大王（高麗懿祖）之妻龍女，平州人頭恩坫角干之女。

## 家族
- 父：高麗國祖（高麗始祖）元德大王
- 母：貞和王后
- 妻：元昌王后
- 子：世祖（威武大王）
  - 孫：高麗太祖王建
- 子：王平達
  - 孫：王信（太祖的堂兄弟）
  - 孫：王式廉（太祖的堂兄弟）
  - 孫：王育
- 子：？
  - 孫：王萬世
- 外祖父：康寶育
- 其他
  - 王希順，王三順，王仁翟

## 参看
- 高麗世祖
- 高麗太祖
- 康忠